# Mipham Čhökji Lodö
Mipham Čhökji Lodrö (1012-1097) byl významný buddhistický učitel, láma, Žamarpa a držitel linie Karma Kagjü tibetského buddhismu.

## Život
Narodil se v Derge v Tibetu. Ve čtyřech letech byl rozpoznán 16. karmapou Randžungem Rigpä Dordžem jako reinkarnace 13. žamarpy. Na žádost karmapy tibetská vláda v rukou školy Gelugpa zrušila svůj sto padesát let starý „zákaz inkarnování“ udělený žamarpovi. Z politických důvodů v Tibetu opustili šestnáctý Gjalwa Karmapa i osmiletý žamarpa Tibet, a usadili se v severoindickém státu Sikkim. V roce 1979 završil žamar rinpočhe svá studia a odjel do Nepálu jako hlavní představitel linie Kagjü pro himálajský lid.
Künzig Žamar rinpočhe zůstal se 16. karmapou až do jeho smrti v roce 1981. Od 16. karmapy obdržel úplný odkaz učení Kagjü.
Zemřel v roce 2014.

## Aktivity
Od smrti 16. karmapy v roce 1981 se Žamar rinpočhe věnoval úsilí mnoha projektům započatých zesnulým 16. karmapou. Dokončil nové vytisknutí „Tendžuru“, 214 knih ve kterých významní indičtí a tibetští mistrové vysvětlili učení historického Buddhy.
V roce 2000 vydal Žamar rinpočhe prohlášení o rozpoznání nové inkarnace karmapy.
Žamar rinpočhe spoluzakládal a uvedl do chodu Mezinárodní buddhistický institut v Novém Dillí v Indii (KIBI). V únoru 1990 se indický prezident pan Venkataraman zúčastnil jeho inaugurace. Institut nyní nabízí buddhistické studie jak pro mnichy, tak pro laické praktikující. Žamarpa předvídá obrodu základní nauky mahámudry. Znovu se studují počátky nauky Kagjü a je zkoumáno a revidováno mnoho důležitých pojednání mahásiddhů, včetně hlavního díla sedmého Karmapy „Poklady mahámudry”.
V lednu 2009 založil Žamar rinpočhe Nadaci nekonečného soucitu mimo jiné na podporu práv zvířat. Nadace má například za úkol propagovat humánní jednání se zvířaty, která jsou chována za účelem konzumace masa a dalších produktů.
Žamar rinpočhe založil a vedl centra Bodhi Path po celém světě, která se snaží překonat sektářské rozdělení jednotlivých škol tibetského buddhismu a navázat na nejúčinnější metody, které jsou jim společné. Žamar rinpočhe často cestoval a učil po celém světě. V Indii založil buddhistický směr, školu Kagjüpa (škola ústní tradice).

## Citát
Někteří lidé si myslí, že meditace je spojena s nějakými speciálními prožitky a tajnostmi. Mahámudra ale není nic takového. Je to systematický trénink, naprosto logický a konkrétní.
- Žamar rinpočhe

## Knihy
- Path to Awakening, 2009 - komentář k Sedmibodovému výcviku mysli (Lodžongu) Čekawy Ješe Dordžeho
- Creating a Transparent Democracy. A New Model. 2007 - první kniha o demokracii napsaná tibetským buddhistickým učitelem